# Magic Flyer
Magic Flyer (eerder Percy's Railway, Goliath Jr., Wile E. Coyote Coaster, Clown Coaster en Little Dipper) is een stalen familieachtbaan in het Amerikaanse attractiepark Six Flags Magic Mountain.

## Algemene informatie
De achtbaan werd gemaakt door Bradley & Kaye en is van het model Little Dipper. 
De achtbaan is 110 meter lang en heeft een topsnelheid van 16 km/u. Omdat de achtbaan slechts 3 meter hoog is en de rit dertig seconden duurt, wordt de achtbaan vaak gezien als familieachtbaan.

## Geschiedenis
De Little Dipper model achtbanen werden vervaardigd tussen 1945 en 1948. Vermoedelijk was deze achtbaan gebouwd in het jaar 1947 en stond deze in Beverly Park waar de achtbaan onder de naam Little Dipper opereerde.
De achtbaan verhuisde in 1971 naar Six Flags Magic Mountain. Hier begon het als Clown Coaster en behield deze naam tot 1984.
In 1985 kreeg de achtbaan de naam Wile E. Coyote Coaster en was de achtbaan onderdeel van het Looney Tunes themagebied. Deze naam behield het tot de sluiting in 1998 waarna de attractie opgeslagen werd in een van de loodsen van het park. Tijdens de sluiting zijn een aantal wijzigingen aangebracht aan het spoor.
De heropeningsdatum was 31 maart 2001, onder de naam Goliath Jr. en deze naam behield het tot 2007. Vanaf 2008 werd de trein onderdeel van een nieuw, klein themagebied uit de wereld van Thomas de stoomlocomotief en heette de attractie Percy's Railway, naar een van de karakters/treinen uit de serie. Deze naam behield het tot 2010, totdat de IP-rechten verliepen.
Sinds 2011 heet het themagebied Whistlestop Park en heet de attractie de naam Magic Flyer.